# Hadi Choopan
 (juin 2023).
La mise en forme du texte ne suit pas les recommandations de Wikipédia : il faut le « wikifier ».
Les points d'amélioration suivants sont les cas les plus fréquents. Le détail des points à revoir est peut-être précisé sur la page de discussion.
- Les titres sont pré-formatés par le logiciel. Ils ne sont ni en capitales, ni en gras.
- Le texte ne doit pas être écrit en capitales (les noms de famille non plus), ni en gras, ni en italique, ni en « petit »…
- Le gras n'est utilisé que pour surligner le titre de l'article dans l'introduction, une seule fois.
- L'italique est rarement utilisé : mots en langue étrangère, titres d'œuvres, noms de bateaux, etc.
- Les citations ne sont pas en italique mais en corps de texte normal. Elles sont entourées par des guillemets français : « et ».
- Les listes à puces sont à éviter, des paragraphes rédigés étant largement préférés. Les tableaux sont à réserver à la présentation de données structurées (résultats, etc.).
- Les appels de note de bas de page (petits chiffres en exposant, introduits par l'outil «  Source ») sont à placer entre la fin de phrase et le point final[comme ça].
- Les liens internes (vers d'autres articles de Wikipédia) sont à choisir avec parcimonie. Créez des liens vers des articles approfondissant le sujet. Les termes génériques sans rapport avec le sujet sont à éviter, ainsi que les répétitions de liens vers un même terme.
- Les liens externes sont à placer uniquement dans une section « Liens externes », à la fin de l'article. Ces liens sont à choisir avec parcimonie suivant les règles définies. Si un lien sert de source à l'article, son insertion dans le texte est à faire par les notes de bas de page.
- La présentation des références doit suivre les conventions bibliographiques. Il est recommandé d'utiliser les modèles {{Ouvrage}}, {{Chapitre}}, {{Article}}, {{Lien web}} et/ou {{Bibliographie}}. Le mode d'édition visuel peut mettre en forme automatiquement les références.
- Insérer une infobox (cadre d'informations à droite) n'est pas obligatoire pour parachever la mise en page.

Pour une aide détaillée, merci de consulter Aide:Wikification.
Si vous pensez que ces points ont été résolus, vous pouvez retirer ce bandeau et améliorer la mise en forme d'un autre article.
Hadi Choopan ( persan : هادی چوپان ; également romanisé comme Hādi Chupān ; né en 1987), connu sous son surnom "The Persian Wolf", est un culturiste professionnel iranien. Il est le lauréat du concours Mr. Olympia 2022.

## Carrière
Choopan était un membre fixe de l'équipe nationale iranienne de musculation de 2011 à 2016. Il a participé à plusieurs reprises aux concours de la Fédération internationale de musculation et de fitness (IFBB) et a remporté divers titres.
En 2018, le président américain Donald Trump a interdit à tous les ressortissants iraniens d'entrer dans le pays et Choopan s'est vu refuser un visa pour participer à l'Arnold Classic 2018. Il a exprimé sa frustration et a qualifié l'incident de discriminatoire,.
Peu de temps avant de remporter M. Olympia en 2022, Choopan a publié un post sur Instagram dans lequel il a invoqué le nom de la principale divinité zoroastrienne Ahura Mazda. Il a ensuite dédié sa victoire aux "femmes honorables d'Iran" en référence aux manifestations de Mahsa Amini.
Akbar Khazaei, l'un des juges professionnels de l'IFBB pro qui juge diverses compétitions de culturisme Mr. Olympia dans différents pays, a souligné la justice centrale de juger à Mr.Olympia après que Hadi Choopan d'Iran a remporté le championnat. Il a déclaré qu'avec la victoire de Hadi Choopan au concours US Mr.Olympia 2022, la justice dans le jugement du concours Mr.Olympia a été prouvée. Mr.Olympia est le plus grand événement de culturisme professionnel au monde, qui est jugé équitablement, loin de la différence entre les gouvernements, la religion et la religion des athlètes,,,.

## Titres et distinctions
- 15 médailles d'or provinciales ( provinces du Fars et de Téhéran)
- 6 médailles nationales (3 or, 2 argent, 1 bronze)
- Championnats du monde WBPF : médaille d'argent, 2012
- Championnats d'Asie WBPF : médaille d'or, 2013
- Championnats du monde WBPF : Médaille d'or, 2013, 2014, 2015
- M. Olympia Amateur : Médaille d'or, 2017
- IFBB Sheru Classic : Médaille d'argent, 2017
- Grand Prix d'Asie : Médaille d'argent, 2017
- Saint-Marin Pro : Médaille d'argent, 2017[11]
- Expo Dubaï : Médaille d'argent, 2018
- IFBB Portugal Pro : Médaille d'or, 2018[12]
- Grand Prix d'Asie : Médaille d'or, 2018[13]
- IFBB Vancouver Pro : Médaille d'or, 2019[14],[15]
- M. Olympia 2019 : 3ème place     [16],[17],[18]
- M. Olympia 2020 : 4ème place
- M. Olympia 2021 : 3ème place [19]
- M. Olympia 2022 : 1ère place
- Sportif iranien de l'année 2023